# زندگی بتهوون (فیلم)
زندگی بتهوون (به [Das Leben des Beethoven] Error: {{Lang-xx}}: متن دارای نشانه‌گذاری ایتالیک است (راهنما)) یک فیلم سینمایی تاریخی صامت محصول کشور اتریش است که در سال ۱۹۲۷ منتشر شد. از بازیگران آن می‌توان به فریتس کورتنر اشاره کرد.

## خلاصهٔ فیلم
موضوع این فیلم زندگی لودویگ فان بتهوون، آهنگساز بزرگ آلمانی، است. فیلم به دوران کودکی زندگی او در بن و شاگردی‌اش نزد یوزف هایدن و آموزش نواختن ارگ می‌پردازد. در فیلم زندگی بتهوون، به دوران موفقیت بتهوون و همچنین به رویدادهای تلخ زندگی، ازجمله ناشنوایی آهنگساز در اواسط عمر، و همچنین رویدادهای سختِ اواخر عمر او، همراه با نشان دادنِ خلاقیت‌های هنری و نبوغ موسیقایی‌اش، پرداخته شده‌است. حتی برخی لحظات خصوصی بتهوون، ازجمله عشقِ نافرجام او به یکی از شاگردانش به نام کُنتِس جولیِتا گیچاردی هم در فیلم به تصویر کشیده شده‌است.